# Otto Paul Burghardt

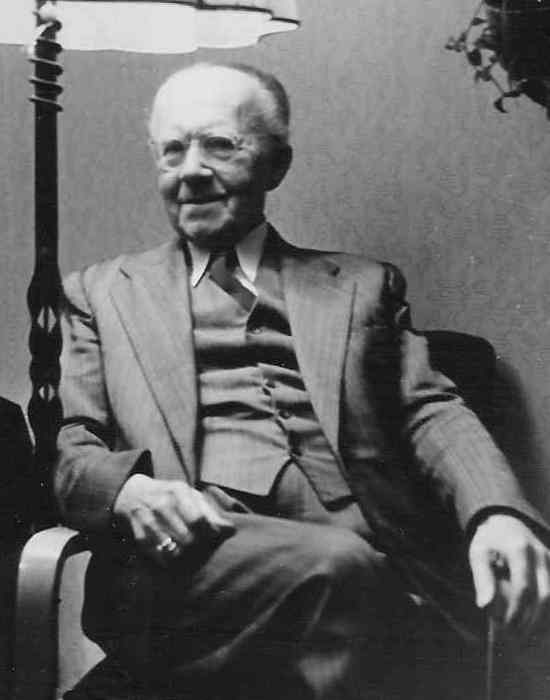
Otto Paul Burghardt, 1955

Otto Paul Burghardt (* 17. Januar 1875 in Leipzig; † 29. Dezember 1959 in Oldenburg) war ein in Leipzig ansässiger deutscher Architekt.

## Leben

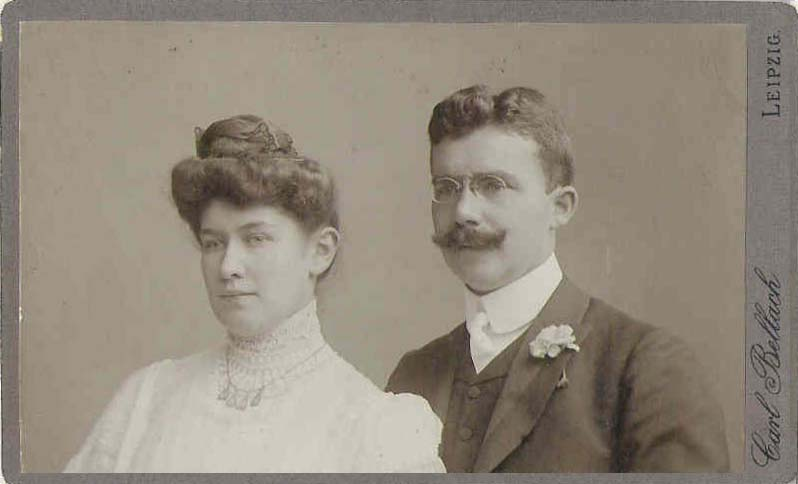
Otto Paul Burghardt mit seiner Frau Margarete

Burghardt machte sein Abitur an der Höheren Bürgerschule in Leipzig. Anschließend studierte er an den Technischen Lehranstalten der Stadt Leipzig und der Staatsbauschule ebenda. Für zwei Jahre war er im Atelier der Leipziger Architekten Georg Weidenbach und Richard Tschammer tätig. Er unternahm Studienreisen durch Deutschland, in die Schweiz, nach Frankreich, Italien, Österreich-Ungarn und in die Tschechoslowakei.
Seit dem 1. April 1904 war er als selbstständiger Architekt in Leipzig tätig. Für seine 1909 auf der Allgemeinen Bauausstellung in Leipzig ausgestellten Entwürfe erhielt er die Goldene Medaille. Zu seinen wichtigsten Werken zählt das 13-geschossige Europahaus in Leipzig.
Burghardt war seit 1908 mit Margarete, geborene Köppe, verheiratet und hatte zwei Kinder. Er ist auf dem evangelischen Friedhof von Jever begraben.

## Werk

Annonce für Burghardts Architekturbüro im Leipziger Kalender 1908

### Architekturauffassung
Burghardts Architektur vom Anfang des 20. Jahrhunderts war geprägt von einer modernen Bauweise, die sich jedoch – so wie es für die Leipziger Architektur vor dem Ersten Weltkrieg charakteristisch war – durch eine meist historisierende Gestaltung an das Stadtbild anpasste. Seine Bauten „zeichnen sich durch vornehme Ruhe aus, durch das deutliche Bestreben, seine Aufgaben als Ganzes zu erfassen und die Zweckbestimmung nicht durch zu viel Schmuckbeiwerk zu verdunkeln. Dem Ornament widmet er jedoch immer noch besondere Pflege und ist dabei zu einer Selbständigkeit gelangt, die ihn auch an kleinen Einzelheiten deutlich charakterisiert. Mit zunehmender Sparsamkeit in der Verwendung hält eine reifere, persönlichere Durchbildung des Ornaments gleichen Schritt. […] Bei aller Selbständigkeit in der Anwendung holte er sich seine fruchtbarsten Anregungen aus dem Barock.“

### Romanushaus
1906 wurde das Leipziger Romanushaus an die Gebrüder Steinmann verkauft. Diese veranlassten 1906/1907 eine durchgreifende Rekonstruktion durch den wegen seiner Studien zu den Leipziger Barockbauten bekannten Burghardt. Nach Fertigstellung war die zeitgenössische Kritik voll des Lobes seiner einer „Barockstimmung“ entspringenden Gestaltung: „die vermehrten Ladeneinbauten in feiner künstlerischer Durchbildung wirken als absichtlich moderne Zutaten so erträglich, wie etwa an einer gotischen Kirche ein Barockportal. Im Übrigen ist die Renovierung dem Bauwerk nur zugute gekommen, durch Entfernung des Ölfarbenanstrichs von den Werksteinteilen gewinnt der plastische Eindruck ungemein, und die Schönheiten der Materialunterschiede treten erst jetzt hervor. […] Mit dieser Arbeit […] hat Burghardt seine Stellung zur alten Leipziger Baukunst dokumentiert.“

### Rennbahntribüne

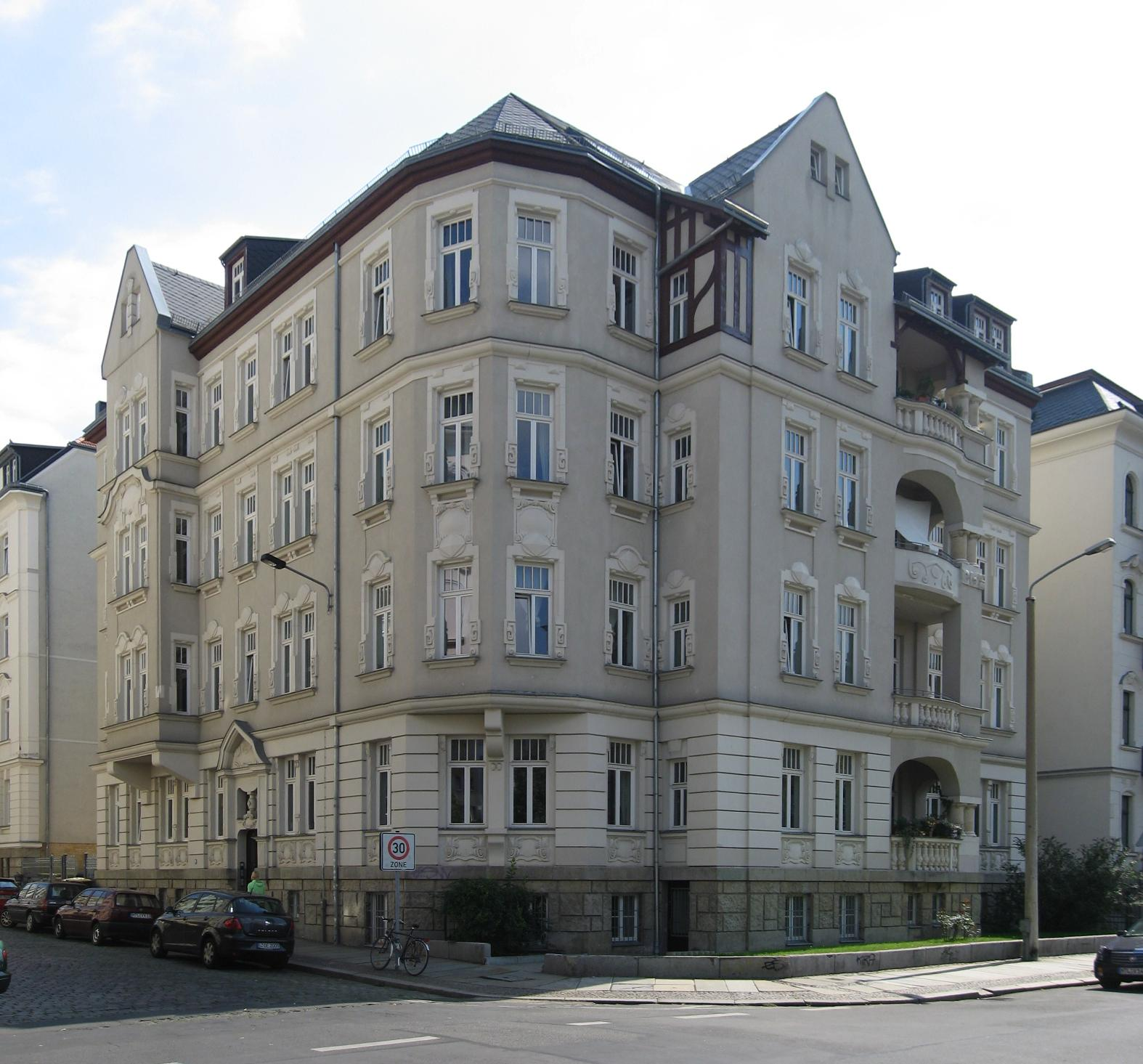
Wohnhaus Carl Noack (errichtet 1904/05)

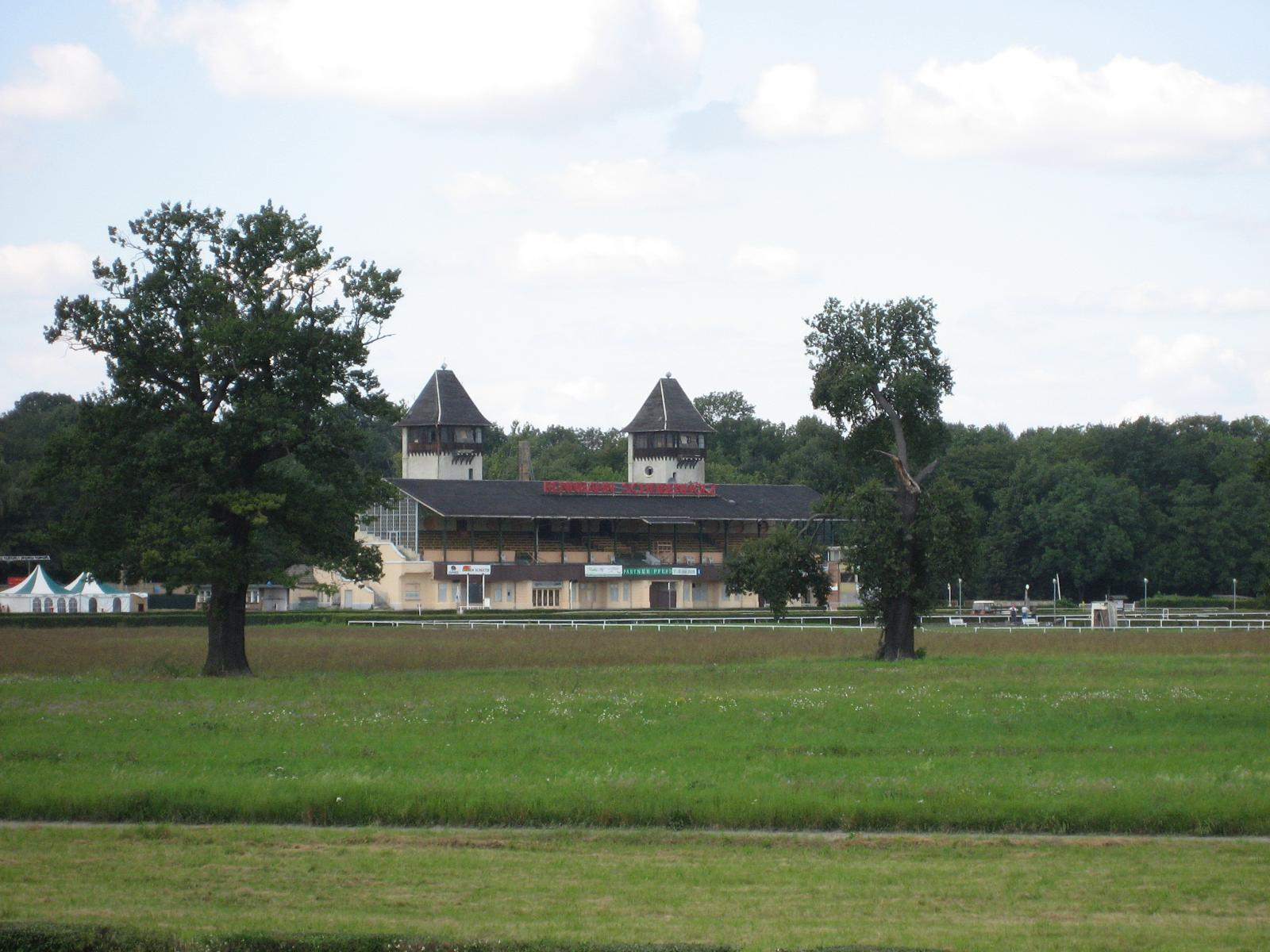
Galopprennbahn Scheibenholz, Blick zur Tribüne

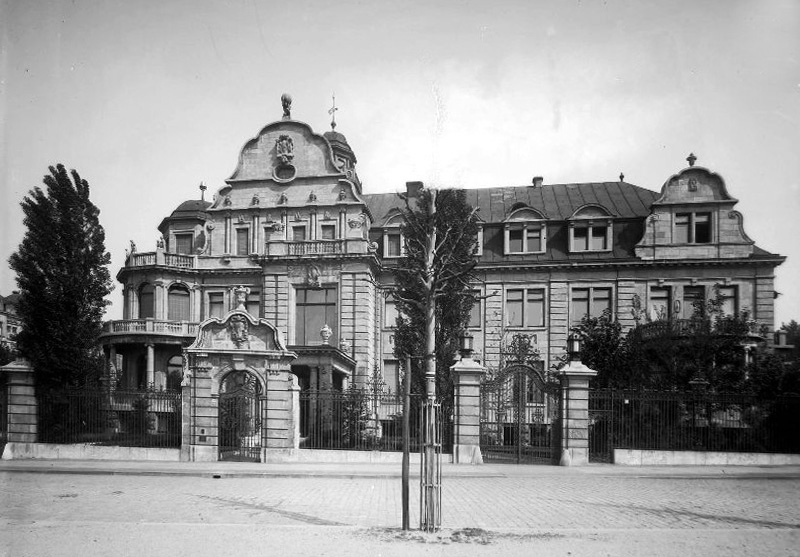
Villa Philipp (errichtet 1910/1911)

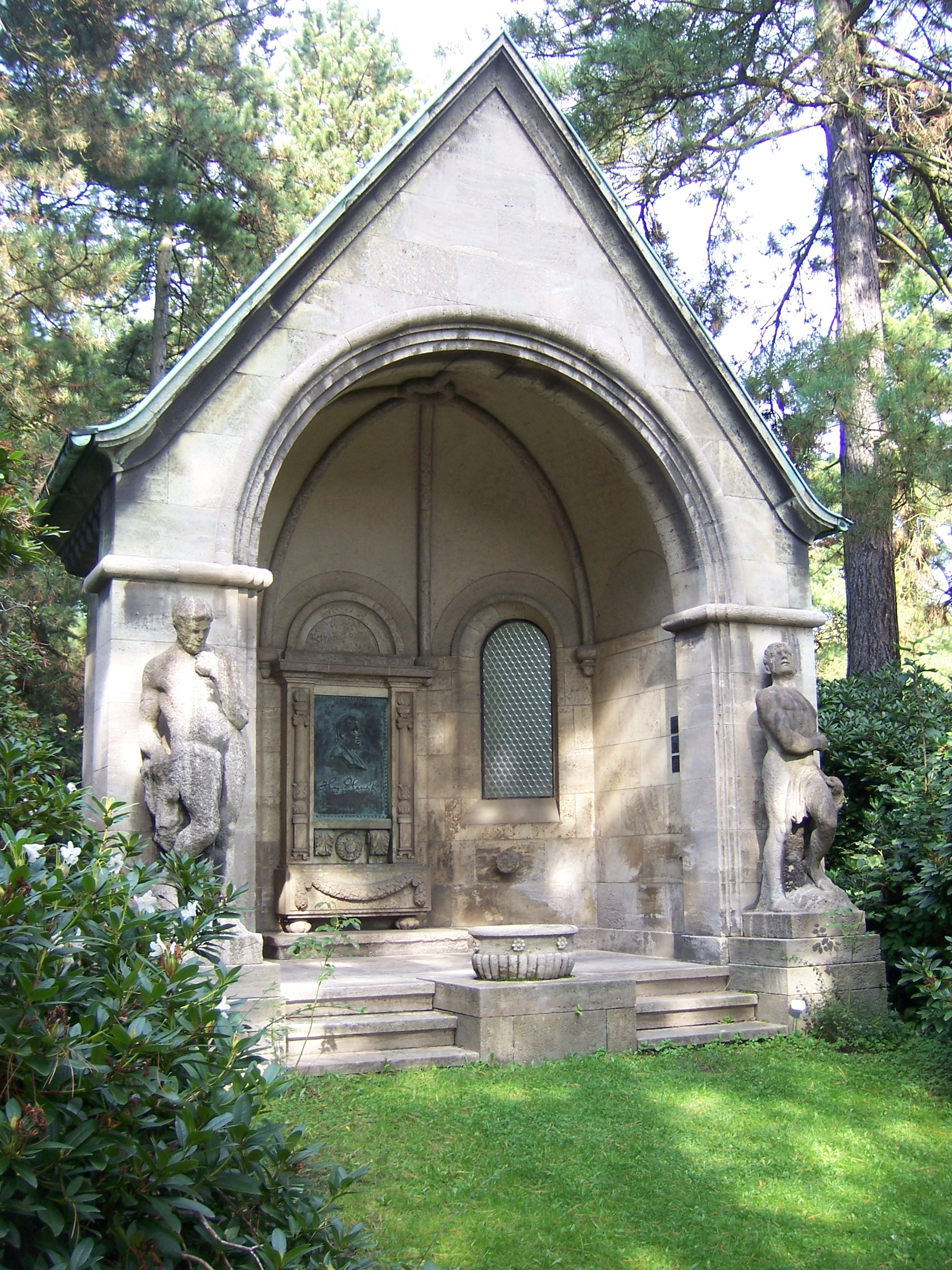
Grabstätte Hugo Haschke

In Verbindung mit der Erweiterung der seit 1867 bestehenden Galopprennbahn Scheibenholz sollte die vorhandene hölzerne Tribüne ersetzt werden. Burghardt entwarf ein massives Tribünengebäude mit zwei markanten Türmen. Da die Rennbahn wegen ihrer noch heute landschaftlich reizvollen Lage von vielen Ausflugsgästen aufgesucht wurde, wurde in den Neubau auch ein großzügiges Restaurant integriert. „Mit dem Entwurf für die neue Rennbahntribüne [… hat] Burghardt eine nicht leichte Aufgabe […] in der wohl einzig richtigen Weise unter Verzicht auf rein äußerliche Schmuckmotive eine ruhig-elegante Silhouette und frische Farbengegensätze zu einer lieblichen Naturumgebung zu schaffen, vollkommen gelöst. Wie freundlich grüßen die gemütlichen Turmhauben schon von weitem, wenn das große Dach noch versteckt ist: das lichte Grau der Putzflächen und das leuchtende Rot der Ziegeldeckung stimmen ausgezeichnet zusammen.“

## Bauten und Entwürfe
- 1903: Wettbewerbsentwurf für das Rathaus in Geringswalde (prämiert)[2]
- 1904–1905: „herrschaftliches“ Mehrfamilienwohnhaus für Carl Noack in Leipzig (Südvorstadt), Hardenbergstraße 18 / August-Bebel-Straße
- 1906: Grabmal (Mausoleum) der Familien Herbst und Mechler in Leipzig, Südfriedhof, IV. Abteilung
- 1906–1907: Rekonstruktion des Romanushauses in Leipzig, Katharinenstraße 23
- villenähnliche Wohnhäuser in Leipzig-Gohlis, Springerstraße 11, 13 und 15 (im Haus Springerstraße 13 befand sich Burghardts Atelier)
- 1907: Tribünenanlage mit Restaurant für die Leipziger Galopprennbahn Scheibenholz
- 1909: Villa Selter in Leipzig-Nordvorstadt, Springerstraße 6
- 1909–1910: Büro- und Geschäftshaus (Messhaus) „Gloecks Haus“ in Leipzig, Brühl 52
- 1910: Wettbewerbsentwurf für ein Bismarck-Nationaldenkmal auf der Elisenhöhe bei Bingerbrück (nicht prämiert)[3]
- 1910–1911: Villa für die Brüder Fritz und Hans von Philipp (Vorstandsmitglieder der Fritz Schulz jun. AG) in Leipzig (Südvorstadt), Richard-Lehmann-Straße 19 (nur Portale und Einfriedung erhalten)
- 1912: Geschäftshaus in Leipzig, Brühl 37/39 / Am Hallischen Tor (1968 zugunsten einer „sozialistischen Umgestaltung“ abgebrochen)
- 1912: Grabmal für Karl Wilhelm Hiersemann in Leipzig, Südfriedhof, VI. Abteilung
- 1913–1914: Büro- und Geschäftshaus der Firma August Pick & Co. in Leipzig, Goerdelerring 5 (seit ihrer Neugründung am 8. März 1990 Sitz der Industrie- und Handelskammer zu Leipzig)
- 1919: Grabmal für Hugo Haschke in Leipzig, Südfriedhof, XIV. Abteilung, Wahlstelle 156 (in der Form eines Kirchenchors)
- 1921: Gefallenendenkmal 1914–18 des Infanterie-Regiments Prinz Johann Georg (8. Sächsisches) Nr. 107 in Leipzig, Südfriedhof, XX. Abteilung, Wahlstelle 181
- 1922: Denkmal zu Ehren der Gefallenen 1914–18 des Sächsischen Infanterie-Regiments Nr. 183 auf den Südfriedhof in Leipzig
- 1928–1929: Europahaus in Leipzig, Augustusplatz 7
- o. J.: Grabmal Flemming auf dem Friedhof Leipzig-Leutzsch